# China auf der Zunge
China auf der Zunge oder Shejian shang de Zhongguo (chinesisch 舌尖上的中国, Pinyin Shéjiān shàng de Zhōngguó, englisch A Bite of China / Tasting China – „China auf der Zunge“ u. a.) ist eine von CCTV produzierte siebenteilige TV-Dokumentation über chinesische Leckerbissen, die vom 14. bis 22. Mai 2012 im Sender  CCTV-1 Premiere hatte. Es ist eine Einführung in die Haushalte und Gastronomie der verschiedensten Regionalküchen der sogenannten chinesischen Küche und der anderer Völker Chinas, einschließlich der Alltagsnahrung, der sehr unterschiedlichen Essgewohnheiten und Geschmacksästhetik. Der Film hat landesweit sehr große Aufmerksamkeit erregt. Die im Film vorgestellten Köstlichkeiten werden auch in Internetforen besprochen.
Die sieben jeweils knapp fünfzig Minuten langen Folgen des Dokumentarfilms wurden in insgesamt dreizehn Monaten an siebzig verschiedenen Orten in China gedreht. Regisseur des Dokumentarfilms war Chen Xiaoqing. Der Film gilt als der am höchsten bewertete Dokumentarfilm in China seit den 1990er Jahren. Im Juni 2012 kündete Programmdirektor Liu Wen eine Fortsetzung der Dokumentation für Ende des Jahres an.

## Inhaltsübersicht
Die Titel der sieben Folgen lauten in deutscher Übersetzung: Ein Geschenk der Natur, Geschichte der Grundnahrungsmittel,
Transformation der Inspiration, Der Geschmack der Zeit, Küchengeheimnisse, Harmonie der fünf Geschmacksrichtungen und Unsere Felder. Die folgende Übersicht bietet in chronologischer Reihenfolge eine Übersicht zu den behandelten einzelnen Nahrungsmitteln und Speisen:

### Ein Geschenk der Natur
- Matsutake aus Shangri-La (Provinz Yunnan)
- Winterbambussprossen aus Suichang (Provinz Zhejiang); Gericht: Youmen dongsun (in Öl geschmorte Winterbambussprossen)
- Bambussprossen aus Liuzhou (Autonomes Gebiet Guangxi); Gericht: Huangdou suansun xiaohuangyu
- Nuodeng-Schinken aus Dali (Provinz Yunnan)
- Lotoswurzeln aus Jiayu (Provinz Hubei); Gericht: Oudun paigu (Lotoswurzeln mit Schweinerippchen)
- Eisfischen auf dem See Qagan Pao (Provinz Jilin); Gericht: Yutou paobing
- Hochseefischerei im Südchinesischen Meer; u. a. Königsmakrele

### Geschichte der Grundnahrungsmittel
- Teigwaren aus Xiangfen (Provinz Shanxi); Gerichte: Teigfiguren, gedämpfte Zopfbrötchen, Youjuan („Ölrollen“)
- Rispenhirsedampfbrötchen aus Suide (Provinz Shaanxi)
- Nang (Salzkuchen der Uiguren) aus Kutscha (Provinz Xinjiang)
- Reisnudeln aus Liping (Provinz Guizhou); Gericht: Tangfen (ein aus Reisnudeln hergestelltes Suppengericht)
- flache Reisnudeln aus Guangzhou (Provinz Guangdong)
- Roujiamo aus Xi’an (Provinz Shaanxi)
- Handgezogene Nudeln (Lamian) aus Lanzhou (Provinz Gansu)
- Jook-sing-Wantan-Nudeln aus Guangzhou (Provinz Guangdong)
- Qishan-Nudeln aus Qishan (Provinz Shaanxi)
- Zongzi aus Jiaxing (Provinz Zhejiang)
- Neujahrskuchen aus Klebreismehl, Ningpo (Provinz Zhejiang)
- Neujahrsmahl-Jiaozi

### Transformation der Inspiration
- Shaodoufu (ein Bohnenquarkgericht) aus Jianshui (Provinz Yunnan)
- Bohnenquark aus Shiping (Provinz Yunnan)
- Bohnenquark aus dem Kreis Shou (Provinz Anhui)
- Käse und Tee mit Kuhmilch aus Xilin Gol (Innere Mongolei)
- Haut der Bohnenquarkmilch (Gericht der Bai in der Provinz Yunnan)
- auf dem Drehgrill zubereiteter Schafrücken der Mongolen (Peking)
- Vegetarische Speisen, vor allem Bohnenquarkgerichte, der buddhistischen Mönche im Tiantai Shan (Provinz Zhejiang)
- Maodoufu („Haariger Bohnenquark“ bzw. Schimmel-Tofu) und Reiswein aus Xiuning (Provinz Anhui)
- Shaoxing-Reiswein und Sojasoße aus Shaoxing (Provinz Zhejiang)
- Anchang-Wurst aus der Großgemeinde Anchang im Stadtbezirk Keqiao von Shaoxing (Provinz Zhejiang)
- gesalzene und fermentierte Sojabohnenpaste von rotgelber Farbe und chinesischer Sauerkohl aus Yilan (Provinz Heilongjiang)

### Der Geschmack der Zeit
- sauer eingelegtes Gemüse vom Hulan He (Provinz Heilongjiang)
- luftgetrocknete, gedämpfte Ente aus der Provinz Guangdong
- eingesalzener Karpfenfisch und eingesalzenes Schweinefleisch aus Jingzhou (Provinz Hunan)
- Chou guiyu („stinkender Mandarinfisch“) aus Huizhou (Provinz Anhui) und Daobanxiang-Schinken
- Jinhua-Schinken aus Jinhua (Provinz Zhejiang)
- „beschwipste Krabben“ (in Reiswein eingelegte Krabben) aus Shanghai
- Purpurtang aus Xiapu (Provinz Fujian)
- Karasumi aus Yunlin in Taiwan
- Garnelenpaste aus Hongkong

### Küchengeheimnisse
- In Nixi-Schwarztöpferwaren (der Tibeter) gekochte Lebensmittel aus Shangri-La (Provinz Yunnan)
- Im Tondämpftopf zubereitetes Huhn aus Kunming (Provinz Yunnan)
- Bankett mit gedämpftem Schweinfleischgericht (mit der Knollenwurzel der Kudzubohne) im Dorf Lutian in Shunde (Provinz Guangdong)
- frittierter stinkender Bohnenquark aus Changsha (Provinz Hunan)
- mit Lauchzwiebelstengeln geschmorte Seegurken aus der Provinz Shandong
- Essigfisch auf dem Westsee aus Hangzhou (Provinz Zhejiang)
- „Wie bei Muttern“, Familienküche aus Hongkong

### Harmonie der fünf Geschmacksrichtungen
- Zucker-Lauchzwiebel-Pfannkuchen und mit Bagasse geräucherte Entenbrust aus Shantou (Provinz Guangdong)
- getrocknete Mandarinenschalen aus Xinhui (Provinz Guangdong)
- mit getrockneten Mandarinenschalen zubereitete Ente aus Macau
- in Salz gegartes Huhn aus Dong Jiang (Provinz Guangdong)
- „Duftessig“ und Essig-Schweinerippchen aus Zhenjiang (Provinz Jiangsu)
- Mapo Tofu aus der Provinz Sichuan
- Feuertopf aus Chongqing
- Purpurtang und Fischbällchen-Purpurtang-Topf aus Shantou (Provinz Guangdong)
- in klarer Brühe gedämpfer Fisch aus Guangzhou (Provinz Guangdong)

### Unsere Felder
- Neureisfest in Congjiang (Provinz Guizhou)
- Meeresprodukte von der Insel Zhangzi Dao (Changshan-Inseln)
- Chinesische Wollhandkrabben aus Huzhou (Provinz Zhejiang)
- gedämpfte, mit Krabbengelb gefüllte Teigtäschchen aus Jingjiang (Provinz Jiangsu)
- Chinesische Wollhandkrabben aus Shanghai
- Taro aus Xinghua (Provinz Jiangsu)
- Hochlandgerste (Hordeum vulgare var. nudum) aus Bainang (Tibet), Tsampa und Buttertee
- auf dem Flachdach gezüchtetes Gemüse in Peking

## Videos
- tv.sohu.com: Shejian shang de Zhongguo 1, 2, 3, 4, 5, 6, 7 (mit chinesischen Untertiteln)